# Guadalupe Alcántara Rojas
Guadalupe Alcántara Rojas (30 de junio de 1948, Acambay, Estado de México) es una política y empresaria mexicana afiliada al Partido Revolucionario Institucional. Desde el 1 de septiembre de 2021 es diputada federal por la vía plurinominal en la LXV Legislatura del Congreso de la Unión.

## Primeros años
María Guadalupe Alcántara Rojas nació el 30 de junio de 1948 en Acambay, Estado de México. Es hija de Jesús Alcántara Miranda y hermana del empresario Roberto Alcántara Rojas. De 1968 a 1973 estudió la licenciatura en contaduría pública en la Universidad La Salle. De 1979 a 2005 fue presidente del consejo corporativo de Refaccionaría Poniente (REPSA), desde 1988 es presidente del consejo de Transmisiones y Direcciones Alemanas y de Global Parts. Y desde 2000 es presidente del consejo de Stylo Tours. También es accionista de las empresas IAMSA, GHO y Grupo Flecha Roja.

## Trayectoria política
En las elecciones federales de 2012 fue postulada por el Partido Revolucionario Institucional como suplente de la diputada federal plurinominal Erika Yolanda Funes Velázquez, sin llegar a ocupar el escaño. En las elecciones federales de 2015 fue designada como diputada federal plurinominal en la LXIII Legislatura. Dentro del congreso fue secretaria de la comisión de relaciones exteriores. En las elecciones federales de 2021 volvió a ser designada como diputada federal plurinominal en la LXV Legislatura. Dentro del congreso es secretaria de la comisión de comunicaciones y transportes.